# Reg Mountford
Reginald Charles Mountford (16. juli 1908 – 1994) var en engelsk professionel fodboldspiller og fodboldtræner. Han var træner for Danmarks fodboldlandshold, der vandt bronze ved OL i 1948.
Reg Mountford spillede ti år som professionel i Huddersfield Town. I 1938 var han med I FA Cup-finalen, som Huddersfield tabte 1-0 efter forlænget spilletid til Preston.
I 1945 blev han træner for Frem, hvor han var i syv sæsoner. I 1948 førte han Frem til en andenplads i Danmarksturneringen i fodbold. Det fik DBU til at tilbyde Reg Mountford stillingen som landstræner for holdet, der skulle deltage ved OL i London i 1948. Efter sensationelle sejre over Italien og Storbritannien vandt Danmark bronze ved OL.